# Emakimono
Emakimono (絵巻物, lit.  »slikovni zvitek«, tudi emaki-mono) ali emaki (絵巻) je ilustriran vodoravni sistem pripovedi poslikanih ročnih zvitkov, ki sega v obdobje Nara (710–794 n. št.) na Japonskem. Japonski emakimono, ki je sprva kopiral svoje veliko starejše kitajske dvojnike v slogu, je v naslednjih obdobjih Heian (794–1185) in Kamakura (1185–1333) razvil svoj lasten poseben slog. Izraz emakimono se torej nanaša samo na japonske naslikane pripovedne zvitke.
Tako kot v kitajskih in korejskih zvitkih tudi emakimono združujejo kaligrafijo in ilustracije, ki so naslikane, narisane ali vtisnjene na dolge zvitke papirja ali svile, ki včasih merijo več metrov. Bralec po malem odvija zvitek in razkrije zgodbo, kot se mu zdi primerno. Emakimono so torej knjigam podoben pripovedni žanr, ki razvija romantične ali epske zgodbe ali ilustrira verska besedila in legende. Ta japonska dela, popolnoma zasidrana v slogu jamato-e (大和絵), so predvsem vsakdanja umetnost, osredotočena na človeka in občutke, ki jih posreduje umetnik.
Čeprav so bili že prvi emakimoni iz 8. stoletja kopije kitajskih del, se je emakimono japonskega okusa pojavil od 10. stoletja na cesarskem dvoru Heian, predvsem med aristokratskimi damami z uglajenim in samotnim življenjem, ki so se posvečale umetnosti, poeziji, slikarstvu, kaligrafiji in literaturi. Vendar pa iz obdobja Heian ni ohranjenl noben emakimono, najstarejše mojstrovine pa segajo v »zlato dobo« emakimona v 12. in 13. stoletju. V tem obdobju so tehnike kompozicije postale zelo dovršene, teme pa so bile še bolj raznolike kot prej, saj so obravnavale zgodovino, religijo, romance in druge znane zgodbe. Pokrovitelji, ki so sponzorirali nastanek teh del, so bili predvsem aristokrati in budistični templji. Od 14. stoletja je žanr postal bolj obroben in se umaknil novim gibanjem, ki so nastala predvsem iz zen budizma.
Slike emakimono večinoma pripadajo slogu jamato-e, za katerega so značilni motivi iz japonskega življenja in pokrajine, uprizoritev človeka ter poudarek na bogatih barvah in dekorativnem videzu. Format dolgih zvitkov omejene višine zahteva reševanje najrazličnejših kompozicijskih problemov: najprej je treba narediti prehode med različnimi prizori, ki spremljajo zgodbo, izbrati zorni kot, ki odraža pripoved in ustvariti ritem, ki najbolje izraža občutke in čustva trenutka. Na splošno tako obstajata dve glavni kategoriji emakimona: tista, kjer se izmenjujeta kaligrafija in slika, pri čemer vsaka nova slika ilustrira prejšnje besedilo, in tista, ki predstavlja neprekinjene slike, ki jih besedilo ne prekinja, kjer različni tehnični ukrepi omogočajo tekoče prehode med prizori.
Danes emakimono ponuja edinstven zgodovinski vpogled v življenje in navade Japoncev, vseh družbenih slojev in vseh starosti, v zgodnjem srednjem veku. Nekaj zvitkov se je ohranilo nedotaknjenih, približno 20 pa jih je zaščitenih kot nacionalni zaklad Japonske.

## Koncept
Izraz emakimono ali e-makimono, pogosto skrajšan kot emaki, je sestavljen iz kandži e (絵, "slika"), maki (巻, "zvitek" ali "knjiga") in mono (物, "stvar"). Izraz se nanaša na dolge zvitke poslikanega papirja ali svile, ki segajo v dolžino od manj kot meter do več metrov; nekateri poročajo, da merijo do 12 metrov v dolžino. Zvitki pripovedujejo zgodbo ali zaporedje anekdot (kot so literarne kronike ali budistične prispodobe), ki združujejo slikovne in pripovedne elemente, katerih kombinacija je značilna za prevladujoča umetnostna gibanja na Japonskem med 12. in 14. stoletjem.
Emakimono se po tradicionalni metodi bere sede na preprogi, zvitek pa je postavljen na nizko mizo ali na tla. Bralec ga nato z eno roko odvija, medtem ko ga z drugo roko previja nazaj, od desne proti levi (v skladu s smerjo pisanja v japonščini). Na ta način je mogoče videti le del zgodbe – približno 60 centimetrov, čeprav je mogoče odviti več – in umetnik ustvari zaporedje slik, da sestavi zgodbo.
Ko je emakimono prebran, mora bralec ponovno previti zvitek nazaj v prvotno smer branja. Je zaprt z vrvico in shranjen sam ali z drugimi zvitki v za to namenjeno škatlo, ki je včasih okrašena z dovršenimi vzorci. Emakimono je lahko sestavljen iz več zaporednih zvitkov, kot zahteva zgodba – Hōnen Šōnin Eden je bil sestavljen iz 48 zvitkov, čeprav je standardno število običajno med enim in tremi.
Emakimono je sestavljen iz dveh elementov: delov kaligrafskega besedila, znanih kot kotoba-gaki, in delov slik, imenovanih e; njihova velikost, razporeditev in število se zelo razlikujejo, odvisno od obdobja in umetnika. V emakimonu, ki ga navdihuje literatura, besedilo zavzema nič manj kot dve tretjini prostora, medtem ko druga bolj priljubljena dela, kot je Čōdžū-džinbucu-giga, dajejo prednost podobi, včasih do te mere, da besedilo izgine. Zvitki imajo omejeno višino (povprečno med 30 cm do 39 cm) v primerjavi z njihovo dolžino (povprečno 9 m do 12 m), kar pomeni, da so omejeni na samo branje, zgodovinsko gledano s strani aristokracije in članov visoke duhovščine.
- Primer celotnega zvitka emakimona, Ippen Shōnin Eden (sedmi zvitek, 1299, Narodni muzej v Tokiu). Smer branja je od desne proti levi. Tradicionalno bralec zvitka nikoli popolnoma ne odvije, ampak ga odvija z eno roko, z drugo pa navija nazaj in se zgodbe uči po delih.

## Materiali in izdelava
Prednostni nosilec za emakimono je papir in v manjši meri svila; oba izvirata iz Kitajske, čeprav je japonski papir (和紙, vaši) na splošno bolj trdne teksture in manj občutljiv kot kitajski papir, saj so vlakna daljša. Papir tradicionalno izdelujejo ženske Japonskega otočja.
Najbolj znane barve so vzete iz mineralnih pigmentov: na primer azurit za modro, cinober rdeča za rdečo, realgar za rumeno, malahit za zeleno, med drugim. Ti gosti pigmenti, v japonščini imenovani iva-enogu, niso topni v vodi in zahtevajo gosto vezivo, na splošno živalsko lepilo; potrebna količina lepila je odvisna od tega, kako fino so bili pigmenti zmleti.
Ker so emakimoni namenjeni zvijanju, morajo biti barve nanje nanesene v tankem, ravnem sloju, da se izognemo morebitnim srednjeročnim razpokam, kar omejuje uporabo vzorcev (reliefov), ki prevladujejo v zahodnem slikarstvu. Kar zadeva črnilo, ki so ga prav tako izumili na Kitajskem okoli 1. stoletja našega štetja, izhaja iz preproste mešanice veziva in lesnih saj, katerih odmerek je odvisen od proizvajalca. Bistven za kaligrafijo, pomemben je tudi v azijski slikarski umetnosti, kjer ima črta pogosto prednost; Japonski umetniki ga nanašajo s čopičem, spreminjajo debelino črte in razredčitev črnila, da ustvarijo barvo od temno črne do bledo sive, ki jo papir močno absorbira.
Zvitki papirja ali blaga ostanejo relativno krhki, zlasti po nanosu barve. Emakimono so zato obloženi z eno ali več plastmi močnega papirja, na zelo podoben način kot kakemono (japonski viseči zvitki): pobarvan papir ali svila se raztegne, prilepi na podlogo, nato pa posuši in krtači, običajno s strani specializiranega mojstra, znan kot kjōši (dobesedno »mojster v sutri«). Dolg format emakimona predstavlja posebne težave: na splošno so listi pobarvanega papirja ali svile, dolgi 2–3 metre, ločeno podloženi, nato pa sestavljeni s trakovi japonskega papirja z dolgimi vlakni, znanega po njegova moč. Postopek podlaganja preprosto zahteva nanos živalskega lepila, ki, ko se posuši, omogoča tudi pravilno raztezanje pobarvanega papirja ali svile. Sestavljanje emakimona se zaključi z izbiro lesene palice (軸, džiku), ki je precej tanka, in povezavo pokrova (表紙, hjōši), ki ščiti delo, ko je zvito z vrvico (紐, himo); za najdragocenejše kose, poslikane z zlatim in srebrnim prahom, je nadaljnja zaščitna odeja (見返し, mikaeši, dobesedno 'notranja prevleka') pogosto izdelana iz svile in okrašena na notranji strani.